# The Victorian English Gentlemens Club
The Victorian English Gentlemens Club war eine 2004 in Cardiff gegründete Indie-Rock-Band. Die Single Impossible Sightings Over Shelton aus dem selbstbetitelten Debütalbum erreichte im Jahr 2006 Platz 10 in den britischen Single-Charts. Nach der Veröffentlichung ihres vierten Albums GYTS löste sie sich schließlich wieder auf.

## Stil
Die Band hatte einen eigenständigen Stil, der Elemente aus Pop, Rock und Punk vereint.
Laut.de schrieb:

„Die Mitglieder des Victorian English Gentlemens Club (…) zeigen sich (…) auch von amerikanischem Indie-Rock, speziell den (sic!) der Pixies beeinflusst. Weitere Inspiration finden sie bei den Bad Brains oder den Briten von The Fall und Wire.“

## Diskografie

### Studioalben
- 2006: The Victorian English Gentlemens Club
- 2009: Love on an Oil Rig
- 2011: Bag of Meat
- 2016: GYTS

### Split-LPs
- 2006: Split mit You Say Party! We Say Die!
- 2008: Split mit This Is Pop

### Singles
- 2006: The Tales Of Hermit Mark/My Son Spells Backwards
- 2006: Amateur Man/Ban The Gin
- 2006: Pedestrian
- 2006: Impossible Sightings Over Shelton
- 2007: Stupid As Wood/La Mer
- 2009: Parrot
- 2009: Watching The Burglars
- 2010: Bored in Belgium